# Marta Corredera
Marta Corredera Rueda (Terrassa, 8 augustus 1991) is een Spaans voetbalster. Ze speelt sinds 2018 voor UD Levante. Corredera debuteerde in 2011 in het Spaans vrouwenelftal.

## Clubcarrière
Corredera speelde in de jeugdelftallen van Club Natació Terrassa. In 2008 maakte ze haar profdebuut bij RCD Espanyol. Met deze club won Corredera tweemaal de Copa de la Reina (2009, 2010). In 2011 maakte ze de overstap naar FC Barcelona Femení. Met Barça werd Corredera viermaal landskampioen (2012, 2013, 2014, 2015) en opnieuw bekerwinnaar (2011, 2013, 2014). Ze maakte in 2013 tegen Brøndby IF het eerste doelpunt ooit voor FC Barcelona in de Women's Champions League. In 2015 werd Corredera gecontracteerd door het Engelse Arsenal LFC. In 2015 keerde ze terug naar Spanje en ging voor Atlético Madrid spelen. In 2018 vertrok ze naar UD Levante.

## Interlandcarrière
Corredera debuteerde in 2011 in het Spaans nationaal elftal. In 2015 behoorde ze tot de Spaanse selectie voor het WK in Canada. Corredera viel in tegen Costa Rica en ze startte in de volgende twee wedstrijden van Spanje in de basis. In 2017 won ze met Spanje de Algarve Cup.
Corredera speelt daarnaast voor het Catalaans elftal. In december 2015 scoorde ze in de wedstrijd tegen Baskenland (1-1).

## Onderscheidingen
Corredera werd in 2014 en 2018 uitgeroepen tot beste Catalaanse voetbalster tijdens het Gala de les Estrelles.
1: Gallardo ·
2: Jiménez ·
3: Ouahabi ·
4: Paredes ·
5: Andrés ·
6: Losada ·
7: Corredera ·
8: Torrejón ·
9: Caldentey ·
10: Hermoso ·
11: Putellas · 12: Guijarro · 13: Paños · 14: Torrecilla · 15: Meseguer · 16: León · 17: L. García · 18: Bonmatí · 19: Sampedro · 20: Pereira · 21: Falcón · 22: N. García · 23: Quiñones · Coach: Vilda